# Liste der Monuments historiques in Brignancourt
Die Liste der Monuments historiques in Brignancourt führt die Monuments historiques in der französischen Gemeinde Brignancourt auf.

## Liste der Bauwerke
| Bezeichnung                           | Beschreibung | Standort | Kennzeichnung | Schutzstatus | Datum | Bild           |
| ------------------------------------- | ------------ | -------- | ------------- | ------------ | ----- | -------------- |
| Kirche St-Pierre-aux-Liens-St-Étienne |              | (Lage)   | PA00080010    | Classé       | 1910  | weitere Bilder |

## Liste der Objekte
| Bezeichnung                                    | Beschreibung                   | Standort                                            | Kennzeichnung | Schutzstatus | Datum | Bild |
| ---------------------------------------------- | ------------------------------ | --------------------------------------------------- | ------------- | ------------ | ----- | ---- |
| Skulptur eines Heiligen                        | Stein, bemalt, 14. Jahrhundert | in der Kirche St-Pierre-aux-Liens-St-Étienne (Lage) | PM95000098    | Classé       | 1966  |      |
| Skulptur Madonna mit Kind                      | Stein, 14. Jahrhundert         | in der Kirche St-Pierre-aux-Liens-St-Étienne (Lage) | PM95000096    | Classé       | 1908  |      |
| Glocke                                         | Bronze, 1758 gegossen          | in der Kirche St-Pierre-aux-Liens-St-Étienne (Lage) | PM95000097    | Classé       | 1944  |      |
| Grabplatte für einen Grundherrn und seine Frau | Stein, 13. Jahrhundert         | in der Kirche St-Pierre-aux-Liens-St-Étienne (Lage) | PM95000854    | Classé       | 1911  |      |